# Gâlcevile din Chioggia
Gâlcevile din Chioggia (în venetă Le baruffe chiozzotte) este o comedie în trei acte de Carlo Goldoni din 1761. Premiera a avut loc în anul 1762 la Teatro San Luca din Veneția.

## Personaje
- Maestrul Toni (Antonio), proprietarul unei bărci  (tartana) de pescuit
- D-na Pasqua, soția maestrului Toni
- Lucietta, fată tânără, sora maestrului Toni
- Titta-Nane (Giambattista), un pescar tânăr
- Beppe (Giuseppe),  fratele mai mic al maestrului Toni
- Maestrul Fortunato, pescar
- D-na Libera, soția maestrului Fortunato
- Orsetta (Orsolina), fată, sora d-nei Libera
- Checca (Francesca), fată, cealaltă soră a d-nei Libera
- Maestrul Vincenzo, pescar
- Toffolo (Christopher), proprietar de barcă
- Isidor, ajutorul executorului judecătoresc
- Executorul judecătoresc
- Canocchia, un tânăr care vinde dovleac prăjit
- Oamenii maestrului Toni
- Slujitorul lui Isidor

## Legături externe
- Comedia ”Galcevile din Chioggia” in regia lui Daniel Nitoi se joaca la Nottara
- Comedia lui Carlo Goldoni, Gâlcevile din Chioggia, regizată de Dana Dumitrescu, a avut premiera seara trecută, pe scena Teatrului de Stat Constanța
- Text in Italian/Venetian, accessed 15 January 2010
- Conversazioni Goldoniane – Le Baruffe Chiozzotte it

## Vezi și
- Operele lui Carlo Goldoni